# Løb som en pige
|  | Denne artikel er oprettet af botten Steenthbot ud fra en ekstern database. Den kan derfor have sproglige fejl eller mangler. Denne skabelon kan fjernes efter kontrol af indholdet. |

Løb som en pige er en dansk dokumentarfilm fra 2018 instrueret af Katrine W. Kjær.

## Handling
Visiline Jepkesho fra Kenya er et kæmpe løbetalent og står efter en sejr ved Paris Marathon i april 2016 overfor sit internationale gennembrud. Visilines største drøm er at tjene penge nok til at bygge et nyt hus til sin familie og sikre dem et godt liv ude af fattigdommen. Men for at gøre det bliver hun nødt til hele tiden at forlade sin familie. Hun rejser konstant til træningsophold og ud til store løb rundt omkring i hele verden.
Filmen følger Visiline igennem fire afgørende år, hvor hun kæmper med at finde sin vej i en mandsdomineret og konservativ verden. Hvad gør det ved Visiline og hendes holdning til det traditionelle kønsrollemønster hun lever i, at hun kommer ud og ser verden og oplever hvilke rettigheder andre kvinder har? Og kan Visiline formå at sige fra overfor sin storfamilie, når de stiller voksende krav om andel i hendes succes?

## Medvirkende
- Visiline Jepkesho
- Abraham Jepkesho